# Столітня війна
Столітня війна (1337—1453) — тривалий військово-політичний конфлікт між Англійським і Французьким королівствами, причиною якого стало прагнення англійських королів повернути ті території на континенті, які раніше належали їм як васалам Французького королівства. Крім того, англійські королі були пов'язані сімейними вузами з французькою династією Капетингів, унаслідок чого висували претензії на французький престол. У свою чергу Франція прагнула витіснити англійців з Аквітанії (яка була закріплена за ними Паризьким договором 1259 року). Обидві держави бажали володіти Фландрією. Попри початкові успіхи, Англія зазнала поразки у війні, через що на континенті у неї збереглося лише одне володіння — порт Кале, який вона утримувала до 1559 року.
Війна тривала 116 років (з перервами). Столітня війна була низкою різних конфліктів: перший (Едвардіанська війна) тривав у 1337—1360, другий (Каролінська війна) — в 1369—1389, третій (Ланкастерська війна) — в 1415—1429, четвертий — в 1429—1453. Термін «Столітня війна» — назва, яка узагальнює всі ці конфлікти — з'явився пізніше.

## Причини

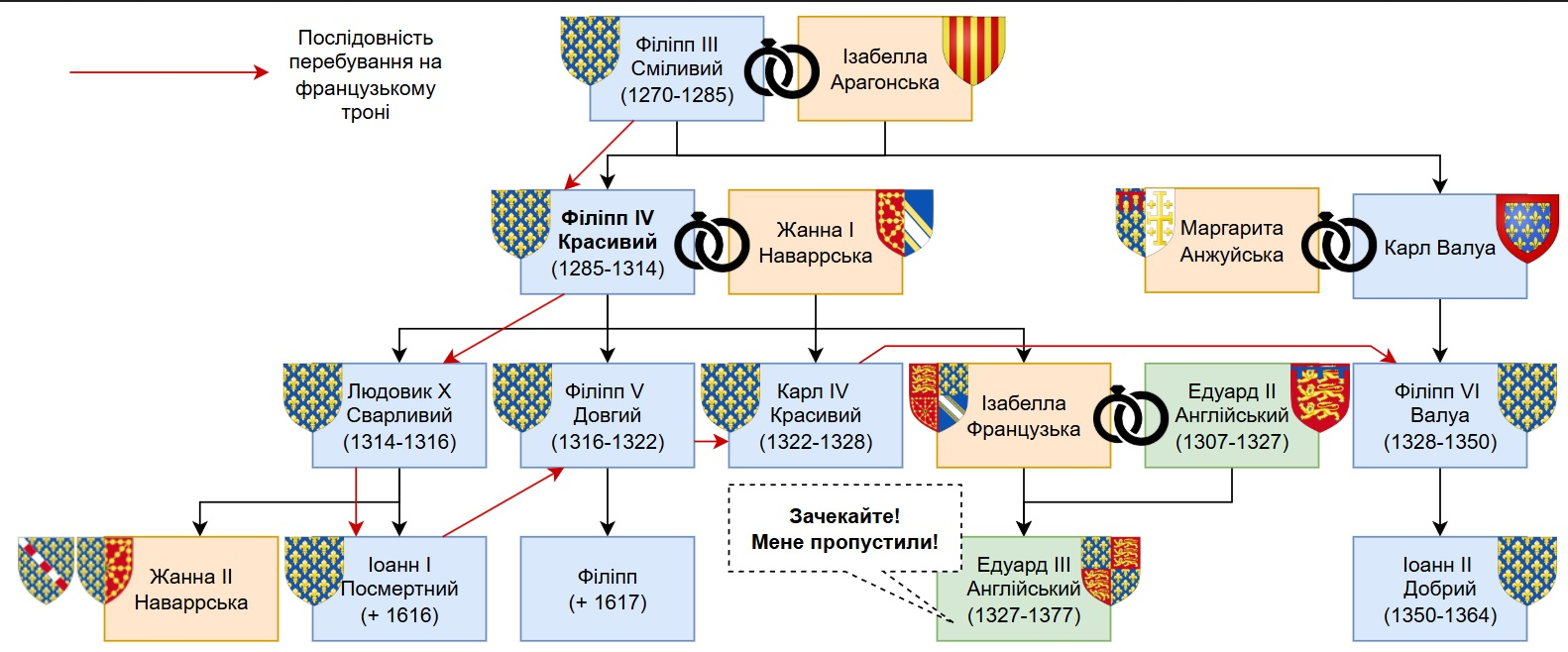
Династичні передумови Столітньої війни

Війну розпочав англійський король Едуард III, що був по материнській лінії онуком французького короля Філіпа IV Вродливого з династії Капетингів. Після смерті у 1328 році Карла IV, останнього представника прямої гілки Капетингів, і коронації Філіпа VI (Валуа) за салічним законом, Едуард заявив про свої права на французький трон у 1337.Поруч із династичними суперечками були й інші причини до війни. Суперечності між двома країнами розпочалися ще в ХІ столітті. 1066 року герцог французької Нормандії Вільгельм Завойовник розгромив військо англосаксів у Битві при Гастінгсі і здобув корону Англії. Ставши англійським королем, він залишався васалом короля Франції, оскільки продовжував володіти Нормандським герцогством. Відтоді почалося протистояння між англійськими та французькими монархами — перші боролися за звільнення від залежності, другі намагалися її зберегти. Це вилилося у низку конфліктів, які передували Столітній війні.
Крім феодальних та династичних суперечностей, важливу роль відігравали нові торговельні зв'язки. Міста Фландрії поставали як ремісничі центри, які виготовляли значну частину тканин. Сировину для фламандських цехів постачали здебільшого англійські землевласники, які саме починали активно розводити овець. Коли Франція вкотре спробувала підкорити міста Фландрії, Англія, вбачаючи в цьому загрозу своїм торгово-промисловим інтересам, втрутилася і розв'язала війну.
У 1333 році Едуард виступив на війну з шотландським королем Давидом II, союзником Французького королівства. В умовах, коли увага англійців була прикута до Шотландії, французький король Філіп VI вирішив скористатися нагодою і повернути під свій прямий контроль Гасконь. Однак війна виявилася успішною для англійців, і Давид вже в липні був змушений утекти до Франції після розгрому поблизу пагорбу Галідон. 1336 року Філіп почав будувати плани з проведення висадки на Британські острови для коронації Давида II на шотландському престолі, паралельно плануючи приєднання Гасконі. Ворожість у відносинах двох країн загострилася до краю.
Восени 1337 року англійці вчинили напад у Пікардії. Їх підтримали фламандські міста та феодали, а також міста південного заходу Франції.

## Стан збройних сил Французького королівства напередодні війни
Французька армія до моменту початку війни складалася з феодального лицарського ополчення, солдатів, призваних на війну на контрактній основі (до їхнього числа входили як простолюдини, так і представники знаті, з якими уряд укладав усні або письмові контракти) та іноземних найманців (до їхнього числа входили і загони відомих генуезьких арбалетників). Військову еліту складали загони феодального ополчення. На час початку конфлікту число лицарів, спроможних носити зброю, становило 2350—4000 воїнів. Лицарський стан на той час став практично закритою кастою. Система загальної військової повинності, яка формально існувала у Франції, до часу початку війни практично зникла. Міста, тим не менш, були здатні виставляти великі військові контингенти, які включали кавалерію та артилерію. Усі воїни отримували плату за свою службу. Піхота чисельно перевершувала кінноту.

## Стан війська Англійського королівства напередодні війни
На противагу французькій армії військо англійців складалося переважно з піхотинців: англійські стрільці з довгого лука, валлійські списники та ін. Частка вершників-лицарів була значно нижчою. Причин для цього було декілька:
- серед населення Англії було значно менше лицарства, ніж у Франції. Через нестачу важкоозброєних вояків королі Англії видавали спеціальні укази, які передбачали примусове прийняття лицарського поясу тими, хто мав відповідний достаток;
- англійські лучники зарекомендували себе у попередніх війнах англійських королів: з валлійцями, з шотландцями тощо. База для набору лучників була дуже широкою — лучниками ставали не лише заможні селяни. В армію записувалися і для того, щоб позбавитися кримінального переслідування. Багато майбутніх відомих командирів починали свій шлях простими лучниками (Джон Гоквуд, Роберт Нолліс, Г'ю Калвелі). Самі ж луки були доволі прості та дешеві у виготовленні.

Принципи набору в англійській армії теж відрізнялися. Основу системи найманства в Англії становила контрактна система. З третьої чверті XIV ст. ядром армії стали військові загони різного розміру («retenues»), набрані згідно з умовами контракту (indentures). У порівнянні зі старим принципом набору військ за феодальним обов'язком, контракт мав низку суттєвих переваг. Він давав можливість королю отримати більш-менш постійне військо на той період проведення операцій. Самі indentures для капітана-найманця слугували гарантією отримання ним платні, якщо він виконував свою частину договору. Ці документи містили ряд вимог наймача до керівника загону: кількість та якість найманого контингенту, з яких воїнів та некомбатантів (піших чи кінних, лучників, саперів, хірургів, священників, перекладачів тощо) складатиметься військовий підрозділ; обумовлювалися місце та строки служби, розмір оплати, обов'язки та привілеї, на які мають право вояки. Найраніший випадок укладання військового контракту в Англії відносять до 1277 року, оскільки феодальна система не забезпечувала королю потрібної кількості солдат: цього року на королівський заклик з'явитися на службу відгукнулися лише 375 лицарів із загальної кількості в 6—7 тисяч.
Але використовували і феодальне ополчення, проте обмежено — переважно для захисту земель від морських десантів ворога та на північному кордоні з Шотландією.

## Перший етап (1337—1360)

Розгортання Столітньої війни. Територія Королівства Франція: жовтий; Королівства Англія: сірий, Бургундії: темно-сірий

Перший етап війни був успішним для Англії. Едуард III здобув низку переконливих перемог, зокрема в морській битві біля Сльойса (1340) та в битві при Кресі (1346). У 1347 році англійці завоювали порт Кале. У 1351 році зазнали втрат біля Ардра, в 1352 році розбили французів біля містечка Морон у Бретані. У 1356 році англійська армія під командуванням сина Едуарда III Едуарда Чорного принца завдала нищівної поразки французам у Битві при Пуатьє, узявши в полон короля Іоанна II Доброго.
Військові невдачі французів і економічні труднощі призвели до народних збурень — Паризького повстання (1357—1358  років) і Жакерії (1358 року). Французи були змушені укласти принизливий для Франції мир в Бретіньї 1360 року. За підсумками першого етапу війни Едуард III здобув половину Бретані, Аквітанію, Кале, Пуатьє і близько половини васальних володінь Франції. Французька корона позбулася приблизно третини території Франції.

## Мирний період (1360—1369)
Коли син Іоанна II Доброго, Людовик Анжуйський, посланий в Англію як заручник і гарант того, що Іоанн II не вдасться до втечі, утік у 1362 році, Іоанн II, дотримуючись своєї лицарської честі, повернувся до англійського полону. Після того, як Іоанн помер у почесному полоні у 1364 році, французьким королем став Карл V.
Мир, підписаний у Бретіньї, виключав право Едуарда III на претензії на французьку корону. У той же час Едуард III розширив свої володіння в Аквітанії і міцно закріпив за собою Кале. Фактично Едуард III вже не претендував на французький престол, і Карл V почав будувати плани відвоювання захоплених англійцями земель. У 1369 році, під приводом недотримання Едуардом III умов мирного договору, підписаного в Бретіньї, Карл V оголосив Англії війну.

## Посилення Французького королівства. Другий етап (1369—1389)

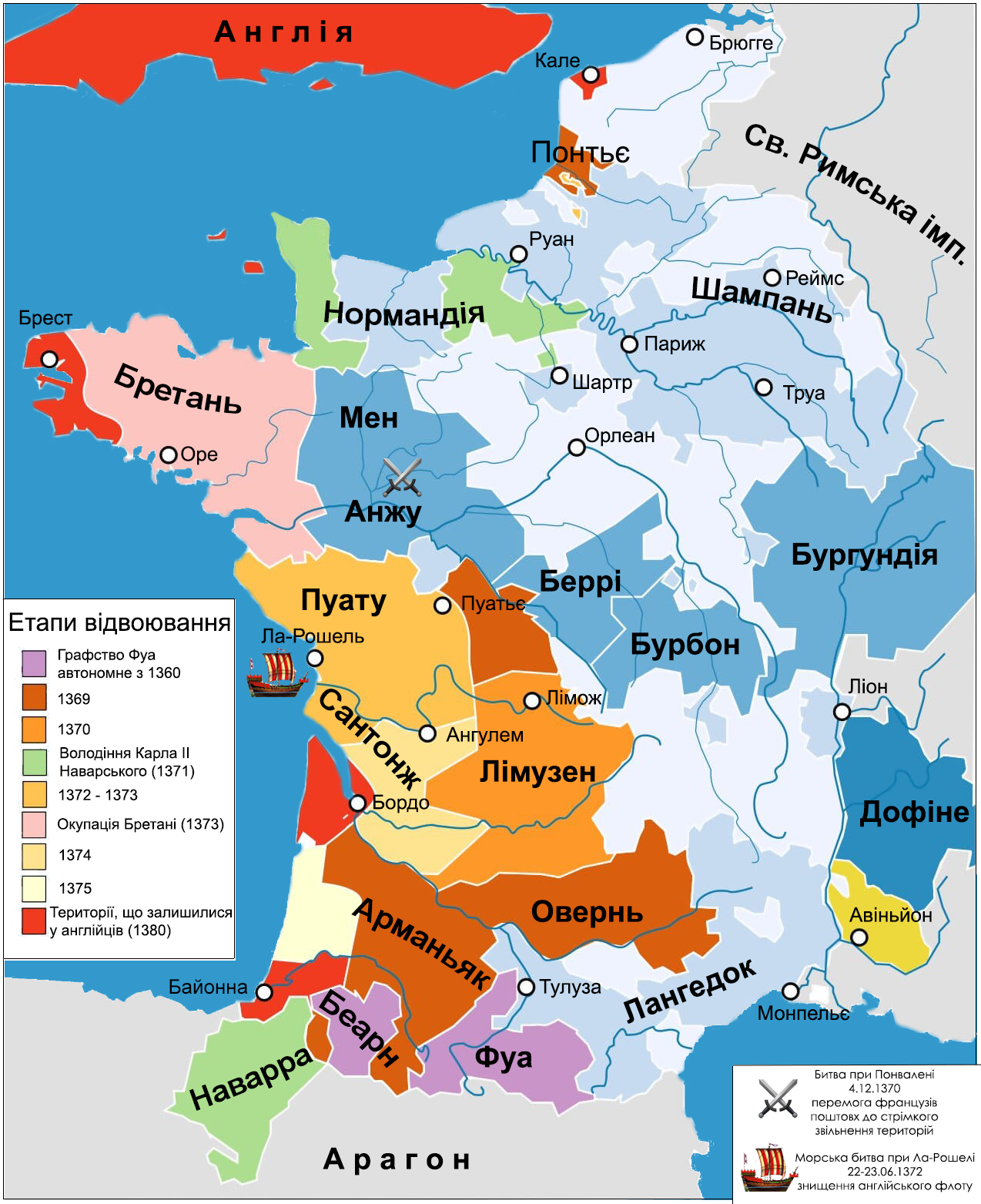
Франція станом на 1380 рік

Скориставшись перепочинком, французький король Карл V реорганізував армію, підсиливши її артилерією, і провів економічні реформи. Це дало змогу французам на другому етапі війни, в 1370-х роках, досягти значних воєнних успіхів. Англійці були витіснені з країни. Попри те, що Війна за бретонську спадщину закінчилася перемогою англійців у битві при Оре, герцоги Бретанські виявляли лояльність до французької влади, а бретонський лицар Бертран дю Геклен навіть став конетаблем Франції. У цей же час Едуард Чорний Принц з 1366 року був зайнятий війною на Іберійському півострові, а Едуард III став занадто старим, щоб командувати військами.
Усе це сприяло Франції. Педро Кастильський, чиї дочки Констанція та Ізабелла мали за чоловіків братів Едуарда Чорного Принца (Джона Гонта та Едмунда Ленглі) був зміщений з трону в 1370 році Енріке II за підтримки французів під командуванням Бертрана дю Геклена. Розгорілася війна між Кастилією і Францією з одного боку, і Португалією з Англією — з іншого. Із загибеллю сера Джона Чендоса, сенешаля Пуату, і полоном капталу де Буша Англія втратила своїх найкращих воєначальників. Дю Геклен, слідуючи обережній «Фабіанській» стратегії, в серії кампаній, уникаючи зіткнень з великими англійськими арміями, звільнив багато міст, зокрема таких, як Пуатьє (1372) і Бержерак (1377). Союзний франко-кастильський флот здобув впевнену перемогу при Ла-Рошелі, знищивши англійську ескадру. Зі свого боку англійське командування вчинило серію руйнівних грабіжницьких рейдів, однак дю Геклен знову зумів уникнути зіткнень.
Зі смертю Едуарда Чорного Принца в 1376 році та Едуарда III в 1377 на англійський престол вступив неповнолітній син принца Річард II. Бертран дю Геклен помер у 1380 році, проте в Англії виникла нова загроза на півночі з боку Шотландії. У 1388 році англійські війська були розбиті шотландцями у битві при Оттерберні. У зв'язку з крайнім виснаженням обох сторін в 1396 вони уклали перемир'я. Однак цей мир був лише передишкою для обох виснажених війною королівств, оскільки не було усунуто причин війни — не було досягнуто консенусу щодо претензій англійського монарха на французький престол, як і не було врегулювання статусу англійської Гасконі. Було зрозуміло що як тільки одна зі сторін стане сильнішою, війна знову відновиться.

## Друге перемир'я (1389—1415)
Англія, ослаблена внутрішніми смутами та повстаннями в Ірландії й Уельсі, вступила у нову війну з Шотландією. Крім цього, у країні бушували ще дві громадянські війни. Більшу частину свого правління Річард II провів у боротьбі з Ірландією. До моменту усунення Річарда і воцаріння на англійському престолі Генріха IV ірландську проблему не було розв'язано. На додаток до всього в Уельсі спалахнуло повстання під проводом Овена Гліндура, яке було остаточно придушене лише до 1415 року. Протягом декількох років Уельс фактично був самостійною країною. Скориставшись зміною королів в Англії, шотландці провели декілька рейдів в англійські землі. Однак англійські війська, які перейшли у контрнаступ, розгромили шотландців у Битві під Гомільдон-Гіллом в 1402 році. Услід за цими подіями граф Генрі Персі підняв повстання проти короля, яке вилилося в довгу і кровопролитну боротьбу, що завершилася лише 1408 року. У ці складні роки Англія до того ж зазнала набігів французьких і скандинавських піратів, які завдали важкого удару по її флоту й торгівлі. Через усі ці проблеми втручання в справи Франції було відкладене аж до 1415 року.
У цей час французький король Карл VI, який заступив на батьківський престол у 1380-му році, остаточно збожеволів, а згодом стався новий збройний конфлікт між його двоюрідним братом, герцогом Бургундським Іоанном Безстрашним, та його братом, Людовиком Орлеанським. Після вбивства останнього, син Людовика,  Карл Орлеанський, став набирати прихильників серед дворян, що були незадоволені смертю Людовика, та захопленням влади над Карлом VI Іоанном Безстрашним. Все йшло до початку громадянської війни між партією Іоанна Безстрашного — бургіньонами та партією Карла Орлеанського — арманьяками (їх так називали через тестя Карла — Бернара VII д'Арманьяка, що був одним із головних людей у фракції). До 1410 року обидві сторони намагались закликати собі на допомогу англійські війська. Згодом Генріх IV Ланкастер, тодішній король Англії, вислав контингент англійський вояків на допомогу Іоанну Безстрашному. В У 1411—1414 відбувалася найзапекліша фаза війни арманьяків і бургіньйонів. В результаті битви за Сен-Клу сили арманьяків було відкинуто на південь Франції, а бургундський герцог Іоанн I Безстрашний отримав контроль над столицею, урядом та самим королем. Однак вже в 1413 році, через нестачу ресурсів у герцога бургундського, арманьяки на чолі Карла I Орлеанського змогли ненадовго установити контроль над Парижем та королем.

## Третій етап (1415—1429). Окупація Франції
Проте за французького короля Карла VI, англійці знову стали досягати перемоги, зокрема розгромили французів в Битві під Азенкуром (1415 року). Найбільше від битви постраждала партія арманьяків, основні сили армії були лояльними партії, а її лідер Карл I Орлеанський опинився у полоні. Також постраждала і репутація арманьяків, в 1418 році натовп розлючених парижан жорстоко розправився з арманьякським гарнізоном та новим лідером партії Бернаром VII д'Арманьяком. Контроль над столицею і королем Карлом VI знову опинився в руках Іоанна I Безстрашного.
В цей же час англійський король Генріх V за п'ять років підпорядкував собі Нормандське герцогство. Через постійні чвари між партіями арманьяків та бургіньонів міста та замки Нормандії були залишені на поталу англійській армії. Був досить показовий випадок, коли Іоанн Безстрашний, що збирав армію для деблокади столиці Нормандії — Руана та протидії англійським військам, дізнавшись про захоплення своїх фортець на Луарі військами арманьяків розпустив армію та порадив жителям Руана здаватися на милість Генріху V. Спроби порозуміння між партіями були — новий лідер партії арманьяків, син французького короля, дофін Карл та Іоанн I Безстрашний зустрілися 1419 року у Монтеро для проведення нових перемовин про мир та спільну боротьбу проти англійців. Однак під час чергової сесії перемовин люди дофіна вбили Іоана Безстрашного. Своїми необдуманими діями Карл підштовхнув Бургундію до зближення з англійською короною. В 1420 році спадкоємець Іоанна, Філіп II підписав разом з Генріхом Vугоду в Труа (1420 року), яка передбачала об'єднання двох країн під владою англійської корони. Після цієї угоди дофін, сформував паралельний уряд у Бурзі. Через це землі які контролював Карл (Бретань, Орлеан, Анжу, Мен, Пуатьє, Лангедок, Овернь та частина земель у Пікардії, Шампані та Іль-де-Франсі) зневажливо називали «Бурзьким королівством».
У 1421 під час походу брата англійського короля, герцога Томаса Кларенса, у герцогство Алансон, англійська армія була розгромлена франко-шотландськими силами у битві при Боже. Однак через бездіяльність дофіна Карла, Генріх V протягом 20-х років захопив останні французькі анклави у Іль-де-Франсі та Пікардії. Згодом герцог Бретані присягнув на вірність англійській короні і за нього була видана одна з дочок Карла VI. Зі смертю Генріха у 1422 командування англійськими силами у Франції перейшло згідно королівського заповіту до герцога Бедфорда, молодшого брата англійського короля. Завдяки грамотній політиці Бедфорда та через ряд поразок французьких та шотландських контингентів у битвах при Кравані та Вернеї, Франція знаходилася у дуже скрутному становищі. Особливо катастрофічним був масштаб битви при Вернеї — це була найкривавіша битва всієї війни, згодом її стали називали другим Азенкуром. Зокрема із 2500 латників та 4000 лучників шотландської армії, що брали участь у баталії, у Франції залишився контингент лише із 150 латників та 400 лучників. Після поразки у двох битвах дофіну Карлу залишилося лише спостерігати за падінням своїх анклавів у Шампані.

## Четвертий етап (1429—1453). Поразка Англії
Перелом настав у 1420-х роках, на четвертому етапі війни, після того, як французьку армію очолила Жанна д'Арк. Під її керівництвом французи визволили від англійців Орлеан (1429). Після вдалого зняття облоги французька армія звільнила останні гарнізони англійців на Луарі та розгромила їх армії у битві при Пате. Літом 1429 Жанна д'Арк здійснила марш на Реймс, завдяки якому була звільнена Шампань та було здійснено коронування дофіна Карла як французького короля Карла VII. Наступні кампанії Жанни не були такими вдалими, від облоги Парижу прийшлося відмовитися через інтриги дворян при дворі короля, а невдала облога Ла-Шаріте лише знизила її авторитет. Однак навіть страта Жанни д'Арк 1431 року не перешкодила французам успішно завершити військові дії. У 1435 році герцог Бургундський уклав союзний договір із королем Франції Карлом VII. До 1436 року Париж перейшов під контроль французів. У 1450 році французька армія отримала переконливу перемогу в битві при норманському місті Кан. У 1453 році капітуляція англійського гарнізону в Бордо поклала кінець Столітній війні. Варто уточнити що 1453 жодного мирного договору між Англією та Францією не було підписано, тож формально війна надалі тривала, більш того 1475 року було здійснено ще одну англійську експедицію у Францію на чолі з королем Едуардом IV та при формальній підтримці бургундського герцога. Експедиція закінчилися договором у Пікіньї в результаті якого було укладено мир між Англією та Францією. За договором Франція зберігала всі свої континентальні володіння, а король Едуард IV отримував довічний щорічний пенсіон у 75000 крон.

## Значення війни

Бургундські території (помаранчевий/жовтий і межі Королівства Франція (червоний) після Бургундської війни.

Столітня війна була періодом стрімкої військової революції. Зброя, тактика, структура армій та соціальне значення були докорінно змінені, частково через військові витрати, частково через технологічний поступ та військовий досвід, здобутий під час війни.
До початку Столітньої війни важка кіннота вважалася найпотужнішою військовою одиницею, але після війни ця думка змінилась. Ефективність використання важкої кінноти була зведена до мінімуму через застосування довгих луків (потім — стрілецької зброї). Едуард ІІІ прославився тактикою, за якою вершники спішувалися і ставали в щільні ряди разом з лучниками, а коні використовувалися лише як тяглова сила. Англійці почали широко застосовувати легку кінноту. Цю тактику було винайдено під час англо-шотландських війн, коли легка кіннота могла ефективно діяти на болотяному та складному рельєфі, де важка кіннота зазнавала труднощів. Під час зіткнень з ворогом вершники спішувались і билися як піхота.
На час завершення Столітньої війни ці та інші фактори призвели до зниження ролі важкої кінноти, яка потребувала дорогих обладунків та ґрунтовного тренування. Через це важкоозброєне лицарство вичерпало себе як військовий та політичний клас, який включав представників знаті.
Війна стимулювала націоналістичні рухи. Вона спустошила Францію як територію, але підняла національний рух. Війна пришвидшила процес перетворення Франції з феодальної монархії в централізовану державу. У 1445 році вперше з часів римської доби було організовано регулярну армію для боротьби проти груп мародерів. Загонам найманців було запропоновано приєднатися до королівської армії на постійній основі, або ж бути знищеними у разі відмови. Франція створило армію з 6000 вояків, яка призначалась для поступового винищення залишків найманців, які продовжували діяти на власний розсуд. Нова регулярна армія стала більш дисциплінованою і отримала кращий професійний підхід, аніж її попередниці.
Маючи початок як конфлікт між двома королями, війна згодом поширилася й на народи. У Англії поширювалися чутки про те, що французи планують вдертися до країни та викорінити англійську мову. Національні почуття, які виникли завдяки таким чуткам, ще більше об'єднали як Францію, так і Англію. Війна поклала край вжитку французької мови в Англії, де вона була мовою знаті та торгівлі з часів норманського завоювання і аж до 1362 року.

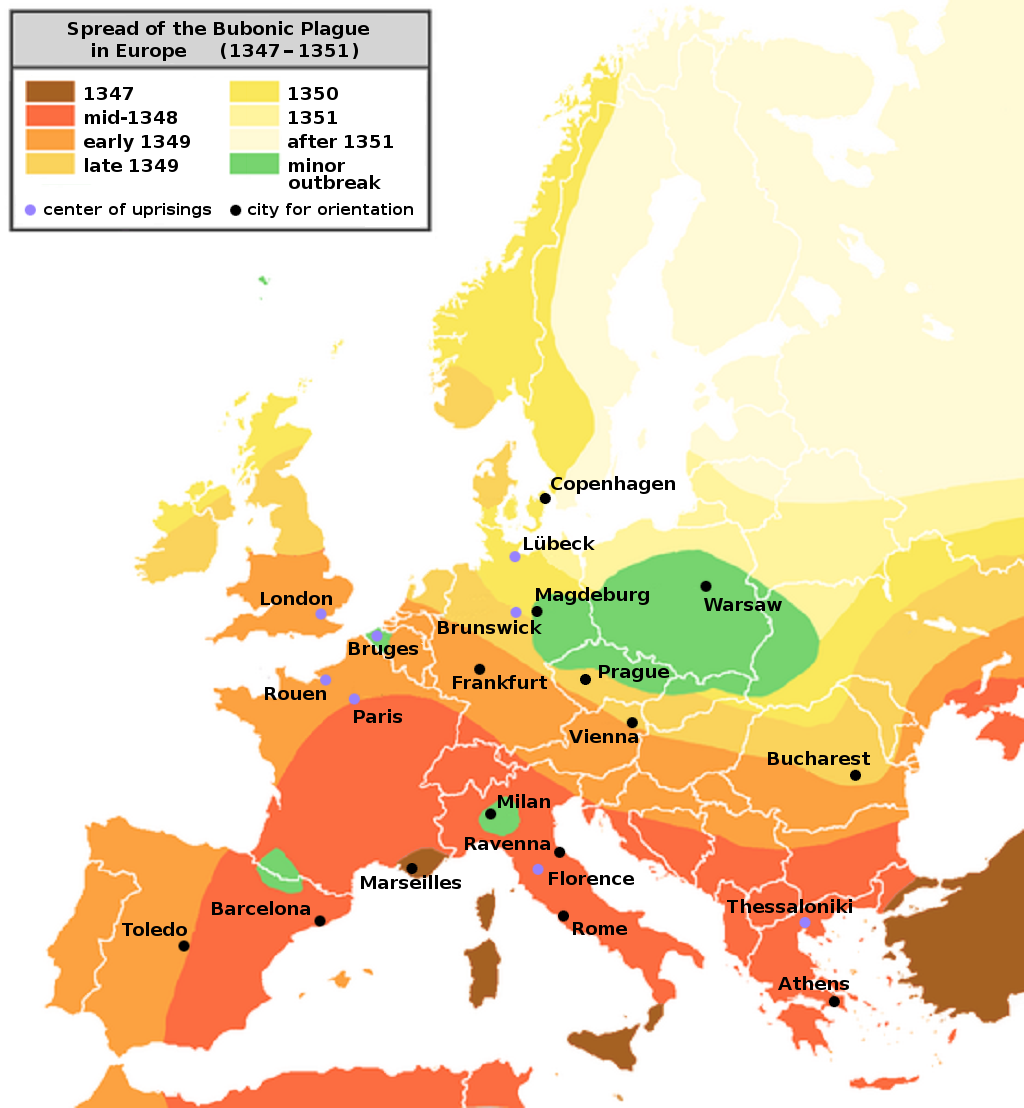
Поширення чуми (з сучасними кордонами).

Лоу (1997) ставить під сумнів той факт, що війна допомогла окреслити початкові риси сучасної політичної культури Англії. Незважаючи на те, що тодішні прихильники та противники війни не могли впливати на ситуацію, вони значно вплинули на майбутнє. Англія втратила інтерес до конфліктів, які виключають національні інтереси, результатом яких, до того ж, були великі втрати та економічні негаразди. Обидві нації мали слабких лідерів та недисциплінованих солдатів, але порівняно з англійцями, які розглядали війну з точки зору витрат і прибутків, французи розглядали її як нагоду вигнати іноземних загарбників. Більше того, французи знайшли альтернативні методи фінансування армії — податки на продаж, призупинення карбування монет і, на відміну від англійців, були менш залежними від податкових зборів, запроваджених державними органами. Таким чином, англійські антивоєнні кола мали на своєму боці більше аргументів.
Чума і воєнні дії зменшили кількість населення по всій Європі. Франція втратило половину свого населення під час війни. Нормандія втратила три чверті населення, а Париж — дві третини. Населення Англії в той період скоротилося на 20—33 % через пандемію чуми — «Чорну смерть».

## Наслідки війни
У результаті Англія позбулася всіх своїх володінь на континенті, крім Кале, який залишався у складі Англії до 1558 року. Англійська корона втратила великі території в південно-західній Франції, якими вона володіла з XII століття. Божевілля англійського короля занурило країну в смугу анархії і міжусобиць, в якій центральними дійовими особами виступили ворогуючі родини Ланкастерів і Йорків. У зв'язку з розгортанням громадянської війни, Англія не мала сил і засобів для повернення втрачених, як виявилося, назавжди, територій на континенті.
Додатково до всього скарбниця була спустошена військовими витратами. Протягом війни змінювався її характер: розпочавшись із конфлікту між васалом і сеньйором, вона потім переросла у війну двох суверенних монархів, дедалі більше набуваючи національний характер із широким залученням до конфлікту представників різних прошарків суспільства. Підвищилася роль нижчих верств населення, які вперше внаслідок потужних народних повстань довели можливість успішної боротьби за свої права зі зброєю в руках. Війна мала сильний вплив на розвиток військової справи: на полях битв зросла роль піхоти, яка довела здатність ефективно протистояти лицарській кінноті, з'явилися перші постійні армії. Були винайдені нові види озброєння, з'явилися сприятливі умови для розвитку вогнепальної зброї.